# (420356) Praamzius
(420356) Praamzius ist ein transneptunisches Objekt im Kuipergürtel, das als Cubewano eingestuft wird. Der Asteroid besitzt eine der kreisförmigsten Umlaufbahnen im Sonnensystem.

## Entdeckung
Praamzius wurde am 23. Januar 2012 von einem Astronomenteam bestehend aus Kazimieras Černis und Richard P. Boyle am 1,8-m-VATT-Teleskop (Sternwarte des Vatikans) am Mount Graham International Observatory bei Safford, Arizona entdeckt. Die Entdeckung wurde am 30. Januar 2012 bekanntgegeben. Der Asteroid erhielt von der IAU zunächst die Bezeichnung 2012 BX85 und später die Kleinplaneten-Nummer 420356.
Benannt wurde der Asteroid am 22. Februar 2016 nach Praamžius (auch: Pramšans, Pramžimas, Praamžimas), des ältesten und höchsten litauischen Gottes (ein Epitheton von Dievas), der mit der Erschaffung der Erde in Verbindung steht. Er ist der Gott des Himmels, des Friedens und der Freundschaft in der litauischen Mythologie.
Nach seiner Entdeckung ließ sich Praamzius auf Aufnahmen vom 31. Dezember 2002, die von VATT und dem Sloan Digital Sky Survey gemacht wurden, identifizieren und so seine Umlaufbahn genauer berechnen. Der Asteroid wurde im Januar 2016 wiederholt beobachtet, hauptsächlich durch VATT mit einigen unterstützenden Beobachtungen durch das Las-Campanas-Observatorium. Allgemein gilt Praamzius als ein sehr gut beobachteter Asteroid; durchschnittlich fand zwischen 2002 und 2016 alle 23 bis 24 Tage eine Beobachtung statt, und im Zeitraum zwischen der Entdeckung und der Zuordnung sogar eine in 10 Tagen. Im April 2017 lagen insgesamt 205 Beobachtungen über einen Zeitraum von 13 Jahren vor.

## Eigenschaften

### Umlaufbahn
Praamzius umkreist die Sonne in 277,93 Jahren auf einer kreisförmigen Umlaufbahn zwischen 42,14 AE und 43,03 AE Abstand zu deren Zentrum. Die Bahnexzentrizität beträgt 0,010, die Bahn ist 1,1° gegenüber der Ekliptik geneigt. Das Perihel durchläuft er das nächste Mal 2154. Praamzius ist damit im Kuipergürtel angesiedelt und befindet sich zwischen den resonanten Plutino– (39,4 AU) und Twotino–Gruppen (47,8 AU). Mit der niedrigen Bahnneigung von deutlich weniger als 4–7° gehört Praamzius eher zu den „kalten“ Cubewanos, also zu den KBO, deren Umlaufbahnen seit ihrer Entstehung durch Bahnstörungen nicht signifikant verändert wurden.
Tatsächlich ist die Umlaufbahn von Praamzius auch eine der kreisförmigsten im transneptunischen Bereich. 2016 betrug die Exzentrizität lediglich 0,003, womit der Asteroid bezüglich der Kreisform sogar die Exzentrizität der Venus unterbot, die die kreisförmigste Umlaufbahn aller Planeten aufweist. Jedoch variiert die Exzentrizität von Praamzius über längere Zeiträume (siehe Tabelle); eine 10-Millionen-Jahre-Simulation der Umlaufbahn zeigt dennoch, dass die maximale Exzentrizität 0,03 nicht übersteigt. Vergleichbare Objekte sind etwa (612085) 1999 CL119 oder (471196) 2010 PK66, doch gelten diese mit wesentlich höheren Bahnneigungen als „heiße“ Cubewanos. Praamzius besitzt in jedem Fall gegenwärtig die kreisförmigste Umlaufbahn zumindest aller nummerierten „kalten“ Cubewanos.
| Datum                                      | Exzentrizität |
| ------------------------------------------ | ------------- |
| 09.12.2014                                 | 0,0018        |
| 31.07.2016                                 | 0,0032        |
| 04.04.2019                                 | 0,0103        |
| 01.09.2021                                 | 0,0130        |
| Baryzentrisch                              | 0,0078        |
| Die aktuelle Bestimmung ist fett markiert. |               |

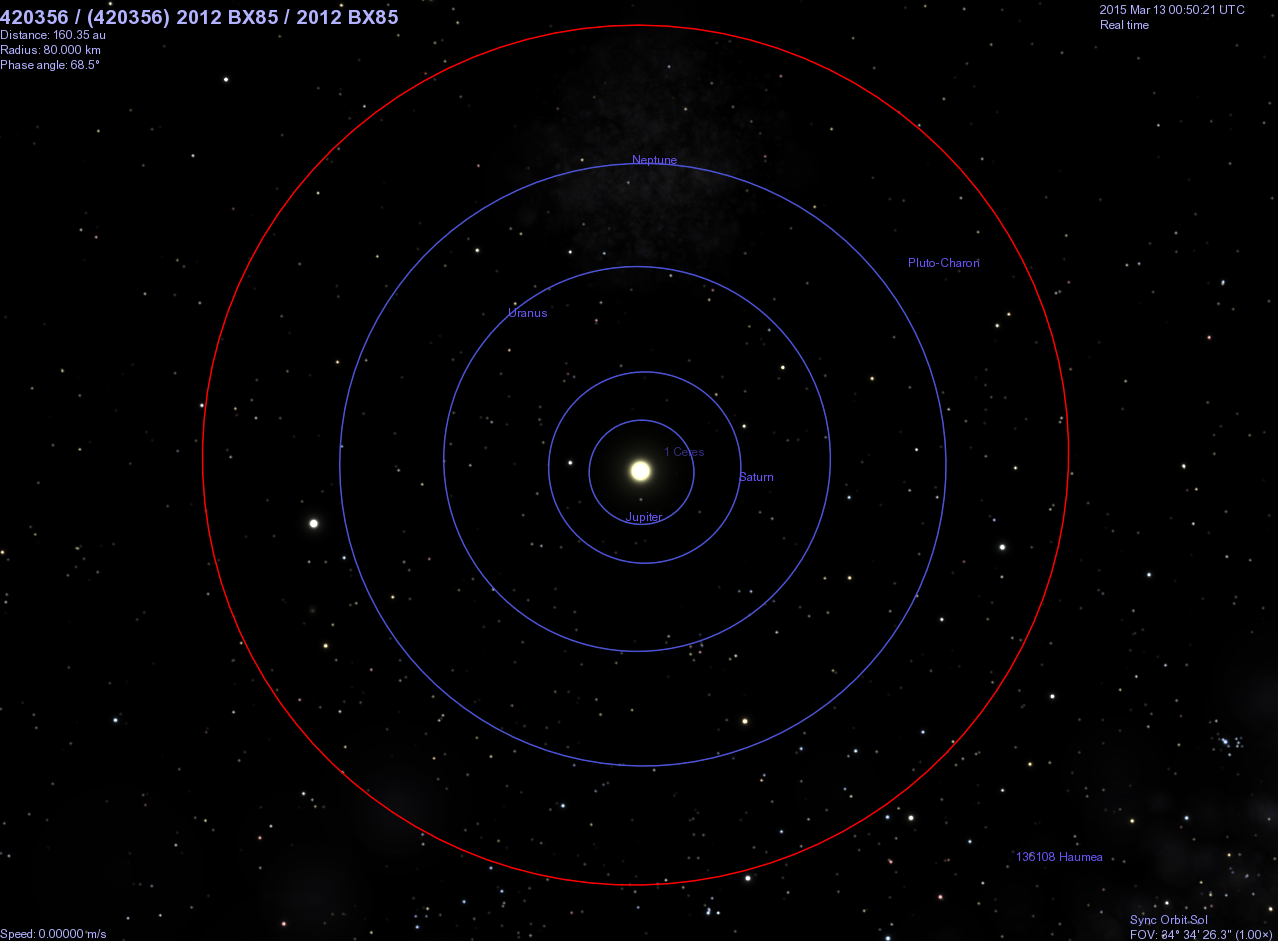
Die kreisförmige Bahn von Praamzius (rot).

Die große Halbachse befindet sich nahe, doch nicht direkt auf der 3:5–Bahnresonanz mit Neptun; dazu sind Umlaufbahn und Halbachse leicht zu hoch. Dafür kann es verschiedene Gründe geben: Entweder ist die Nähe rein zufällig und Praamzius ist somit ein klassischer Cubewano, oder ein Überrest eines Librationszyklus, der auf die 3:5–Resonanz zentriert ist und sich der Asteroid derzeit auf der weiteren Umlaufbahn seiner Oszillation befindet, oder es könnte aber auch Bestandteil exotischerer Resonanzen wie 7:12, 10:17 oder 17:28 sein, die besser zu der beobachteten Umlaufbahn passen würden.
Obschon Praamzius eine vergleichsweise dichte und recht genaue Beobachtungsgeschichte aufweist und die Unsicherheitswerte relativ gering sind, ist eine sichere Bestimmung dennoch schwierig. Die Unsicherheitswerte sind gerade hoch genug, um alle erwähnten Szenarien zu ermöglichen, mit Ausnahme der 7:12–Resonanz. Diese würde jedoch nur eine geringfügige Langzeitlibration benötigen, um ebenfalls realistisch zu sein.

### Größe
Gegenwärtig wird von einem berechneten Durchmesser von 321 km ausgegangen; dieser Wert beruht auf einem angenommenen Rückstrahlvermögen von 9 %. Damit wäre Praamzius ein schwacher Zwergplanetenkandidat, basierend auf dem taxonomischen 5-Klassen-System von Mike Brown. Allerdings schätzt letzterer selbst den Durchmesser des Asteroiden auf 191 km aufgrund einer wesentlich höheren angenommenen Albedo von 20 %. Infolgedessen schätzt Brown Praamzius nicht mehr als möglichen Zwergplanetenkandidaten ein und es ist daher unklar, ob sich Praamzius im hydrostatischen Gleichgewicht befinden könnte. Die scheinbare Helligkeit von Praamzius beträgt 22,09m.
Bis 2018 konnte nichts über Farbindices und Rotationslichtkurven in Erfahrung gebracht werden, so dass die Rotationsperiode, die Ausrichtung der Pole und die Form des Asteroiden bislang unbekannt sind. Doch zeigen Analysen von Vor-Entdeckungsfotos zwischen 2002 und 2007 im sichtbaren Spektrum, dass Praamzius zu den rötlichsten Objekten im Sonnensystem gehören könnte, da die Aufnahmen im Grünfilter mehr als 1,5m schwächer waren als im Rotfilter, was Hinweise auf Zusammensetzung und Ursprung liefern kann. Allgemein sind relativ kleine „kalte“ Cubewanos zumeist rötlich. Da die Bahnen dieser Gruppe von Asteroiden im Bezug zur Entfernung zur Sonne nicht groß variieren, sind ihre Oberflächen älter, verwitterter und mit Tholinen bedeckt. Es ist gut möglich, dass Praamzius ungefähr auf der Umlaufbahn entstanden ist, auf der er sich heute noch befindet.
| Jahr                                         | Abmessungen km | Quelle   |
| -------------------------------------------- | -------------- | -------- |
| 2018                                         | 321,0          | Johnston |
| 2018                                         | 191,0          | Brown    |
| Die präziseste Bestimmung ist fett markiert. |                |          |